# Cimals de la Serra
Cimals de la Serra este o arie protejată (arie specială de conservare — SAC, sit de importanță comunitară — SCI, arie de protecție specială avifaunistică — SPA) din Spania întinsă pe o suprafață de 7.252,33 ha, integral pe uscat.

## Localizare
Centrul sitului Cimals de la Serra este situat la coordonatele 39°46′32″N 2°50′02″E / 39.7756°N 2.834°E.

## Înființare
Situl Cimals de la Serra a fost declarat sit de importanță comunitară în iulie 2000 pentru a proteja 3 specii de plante și 12 specii de animale. Alte tipuri de protecție:
- arie de protecție specială avifaunistică (în martie 2006)[2]
- arie specială de conservare (în mai 2015)[1][3][4]

## Biodiversitate
Situată în ecoregiunea mediteraneană, aria protejată conține 14 habitate naturale: Ape puternic oligomezotrofe cu vegetație bentonică cu Chara spp., Păduri de Quercus ilex și Quercus rotundifolia, Tufărișuri termo-mediteraneene și de pre-deșert, Pseudostepă cu ierburi și specii anuale de Thero-Brachypodietea, Formațiuni stabile xerotermofile de Buxus sempervirens pe pante stâncoase (Berberidion p.p.), Lande oro-mediteraneene cu formațiuni endemice de grozamă, Păduri de Olea și Ceratonia, Pante stâncoase calcaroase cu vegetație casmofită, Iazuri temporare mediteraneene, Izvoare petrifiante cu formare de travertin (Cratoneurion), Peșteri inaccesibile publicului, Lacuri eutrofice naturale cu vegetație de tip Magnopotamion sau Hydrocharition, Pajiști umede mediteraneene cu ierburi înalte de Molinio-Holoschoenion, Păduri iberice de Quercus faginea și Quercus canariensis.
La baza desemnării sitului se află mai multe specii protejate:
- plante (3): Paeonia cambessedesii, Ranunculus weyleri, Viola jaubertiana
- păsări (10): vulturul negru (Aegypius monachus), fâsă-de-câmp (Anthus campestris), ciocârlie-cu-degete-scurte (Calandrella brachydactyla), caprimulg (Caprimulgus europaeus), șoim călător (Falco peregrinus), Galerida theklae, acvilă pitică (Hieraaetus pennatus), gaia roșie (Milvus milvus), vultur pescar (Pandion haliaetus), Sylvia sarda
- amfibieni (1): Alytes muletensis
- nevertebrate (1): croitorul mare al stejarului (Cerambyx cerdo)